# Porta AND
| INPUT | INPUT | OUTPUT  |
| A     | B     | A AND B |
| 0     | 0     | 0       |
| 0     | 1     | 0       |
| 1     | 0     | 0       |
| 1     | 1     | 1       |

La porta AND è una porta logica digitale che implementa la congiunzione logica e porta la sigla 7408. Essa si comporta secondo la tabella di verità a destra. Quando entrambe le sue entrate (input) sono su 1 (uno) o su ALTA, la sua uscita (output) è su 1 o su ALTA. Se nessuna o una sola delle sue due entrate è su 1 o su ALTA, la sua uscita è su 0 (zero) ovvero su BASSA. In altre parole, la funzione AND trova effettivamente il minimo tra due cifre binarie, proprio come la funzione OR trova il massimo. Perciò, l'uscita è sempre 0 eccetto quando tutte le entrate sono 1.

## Simboli
Ci sono tre simboli per le porte AND: il simbolo statunitense (ANSI o "militare") e il simbolo IEC ("europeo" o "rettangolare"), oltre al simbolo deprecato DIN. Per una panoramica generale sui simboli delle porte logiche vedi la voce Porta logica.
|                  |             |             |
| Simbolo MIL/ANSI | Simbolo IEC | Simbolo DIN |

La porta AND con le entrate A e B e l'uscita C implementa l'espressione logica {\displaystyle C=A\cdot B}.

## Implementazioni
|  |  |

Una porta AND è progettata solitamente usando transistor MOS (MOSFET)  con canali N (vedi figure) o canali P. Le entrate digitali a e b fanno sì che l'uscita F abbia lo stesso risultato della funzione AND.

### Alternative
Se non sono disponibili porte AND specifiche, se ne può ricavare una dalle porte NAND o NOR, perché le porte NAND e NOR sono considerate le "porte universali", che significa che possono essere usate per ricavare tutte le altre. Anche le porte XOR possono essere usate per simulare le funzioni AND, ma sono raramente usate per farlo.
| Porta desiderata | Costruzione NAND | Costruzione NOR |
| ---------------- | ---------------- | --------------- |
|                  |                  |                 |